# Fronhausen (Lahn)

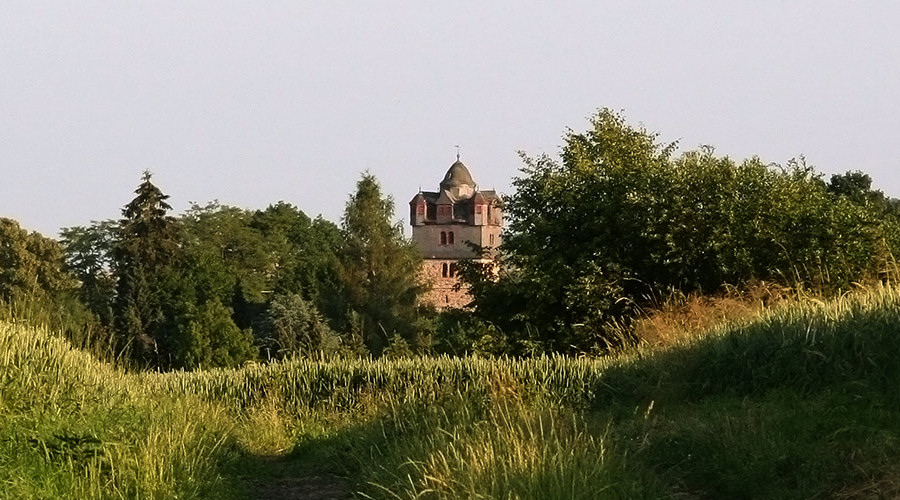
Turm der evangelischen Kirche Fronhausen (historische Wehrkirche)

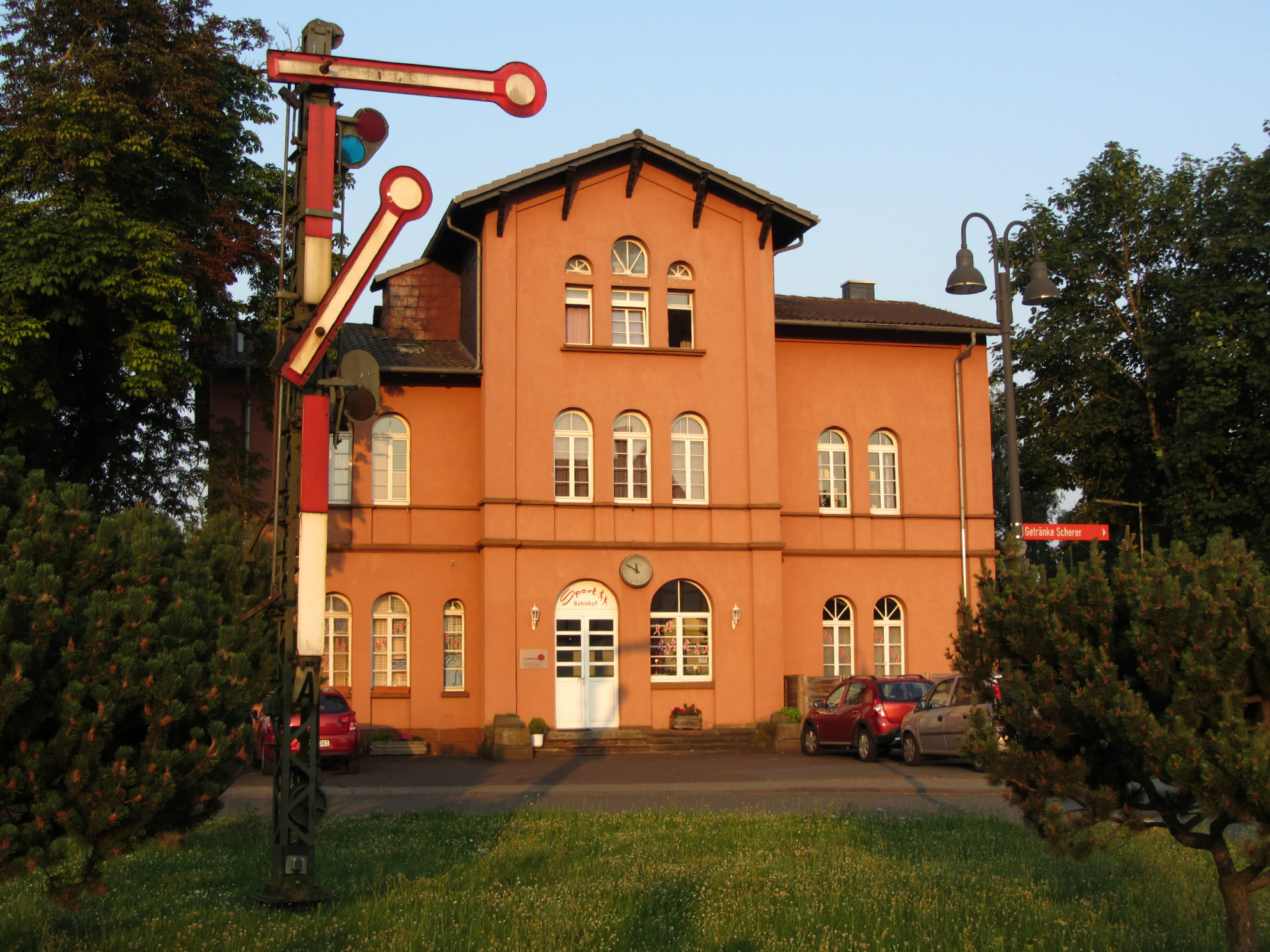
Bahnhof an der Eisenbahnstrecke der Main-Weser-Bahn

Fronhausen ist der größte und namensgebende Ortsteil sowie das Zentrum der mittelhessischen Großgemeinde Fronhausen im äußersten Süden des Landkreises Marburg-Biedenkopf. In dem Ortsteil leben rund 2400 Menschen und damit mehr als die Hälfte aller Einwohner der Großgemeinde.

## Geschichte

### Ortsgeschichte
Die älteste bisher bekannte urkundliche Erwähnung des Ortes erfolgte 1159 unter dem Namen Vronehusen (1159). In späteren historischen Dokumenten wurde der Ort mit den Ortsnamen Fronehusin (1232), Fronhuß (1382) und Fronhaußen an der Loin (1592) erwähnt.
Die Evangelische Kirche Fronhausen stammt aus dem 12. Jahrhundert. Fronhausen war ab 1821 Sitz eines Justizamtes und 1867 bis 1943 des Amtsgerichtes Fronhausen.
Die Einwohner Fronhausens feierten 2009 das 850-jährige Bestehen ihres Dorfes seit seiner urkundlichen Ersterwähnung mit zahlreichen Veranstaltungen. Höhepunkt war ein viertägiges Fest am dritten Juniwochenende auf dem Festplatz „Auf der Schwärz“ mit Festzug, Kommers, Discoabend und musikalischem Frühschoppen. Am Kommers nahmen laut Oberhessischer Presse 1400 Menschen teil. Zeitgleich wurde eine neue Dorfchronik unter dem Titel „Von Essen nach Hessen“ vom lokalen Arbeitskreis Dorfgeschichte herausgegeben. 600 Bilder und 100 Textbeiträge von 40 Autoren gingen darin ein. Am Rathausplatz wurde ein neuer Gedenkstein enthüllt. Schon die 800-Jahr-Feier 1959 war ähnlich groß begangen worden.
Hessische Gebietsreform (1970–1977)
Zum 31. Dezember 1971 wurde im Zuge der Gebietsreform in Hessen die bis dahin eigenständigen Gemeinden Sichertshausen aus freiwilliger Basis in die Gemeinde Fronhausen eingemeindet. Zum 1. Juli 1974 wurde dann kraft Landesgesetz die Großgemeinde Fronhausen durch den Zusammenschluss dieser Gemeinde mit den fünf kleineren Gemeinden Bellnhausen, Erbenhausen, Hassenhausen, Holzhausen und Oberwalgern gebildet. Für alle ehemals eigenständigen Gemeinden von Fronhausen wurden Ortsbezirke mit Ortsbeirat und Ortsvorsteher nach der Hessischen Gemeindeordnung gebildet.

### Verwaltungsgeschichte im Überblick
Die folgende Liste zeigt die Staaten und Verwaltungseinheiten, denen Fronhausen angehört(e):
- vor 1567: Heiliges Römisches Reich, Landgrafschaft Hessen, Amt Marburg, Gericht Fronhausen[9]
- ab 1567: Heiliges Römisches Reich, Landgrafschaft Hessen-Marburg, Amt Marburg, Gericht Fronhausen[10]
- 1604–1648: Heiliges Römisches Reich, strittig zwischen Landgrafschaft Hessen-Darmstadt und Landgrafschaft Hessen-Kassel (Hessenkrieg), Amt Marburg, Gericht Fronhausen
- ab 1648: Heiliges Römisches Reich, Landgrafschaft Hessen-Kassel, Amt Marburg, Gericht Fronhausen
- ab 1686: Heiliges Römisches Reich, Landgrafschaft Hessen-Kassel, Gericht Fronhausen
- ab 1806: Landgrafschaft Hessen-Kassel, Gericht Fronhausen
- 1807–1813: Königreich Westphalen, Departement der Werra, Distrikt Marburg, Kanton Lohra
- ab 1815: Kurfürstentum Hessen, Gericht Fronhausen[11]
- ab 1821: Kurfürstentum Hessen, Provinz Oberhessen, Landkreis Marburg[12][Anm. 2]
- ab 1848: Kurfürstentum Hessen, Bezirk Marburg
- ab 1851: Kurfürstentum Hessen, Provinz Oberhessen, Landkreis Marburg
- ab 1867: Königreich Preußen, Provinz Hessen-Nassau, Regierungsbezirk Kassel, Landkreis Marburg
- ab 1871: Deutsches Reich, Königreich Preußen, Provinz Hessen-Nassau, Regierungsbezirk Kassel, Landkreis Marburg
- ab 1918: Deutsches Reich, Freistaat Preußen, Provinz Hessen-Nassau, Regierungsbezirk Kassel, Landkreis Marburg
- ab 1944: Deutsches Reich, Freistaat Preußen, Provinz Kurhessen, Landkreis Marburg
- ab 1945: Deutsches Reich, Amerikanische Besatzungszone, Groß-Hessen, Regierungsbezirk Kassel, Landkreis Marburg
- ab 1946: Deutsches Reich, Amerikanische Besatzungszone, Hessen, Regierungsbezirk Kassel, Landkreis Marburg
- ab 1949: Bundesrepublik Deutschland, Hessen, Regierungsbezirk Kassel, Landkreis Marburg
- ab 1971: Bundesrepublik Deutschland, Hessen, Regierungsbezirk Kassel, Landkreis Marburg, Gemeinde Fronhausen
- ab 1974: Bundesrepublik Deutschland, Hessen, Regierungsbezirk Kassel, Landkreis Marburg-Biedenkopf, Gemeinde Fronhausen
- ab 1981: Bundesrepublik Deutschland, Hessen, Regierungsbezirk Gießen, Landkreis Marburg-Biedenkopf, Gemeinde Fronhausen

### Gerichte seit 1821
Mit Edikt vom 29. Juni 1821 wurden in Kurhessen Verwaltung und Justiz getrennt. Nun waren Justizämter für die erstinstanzliche Rechtsprechung zuständig, die Verwaltung wurde von Kreisen übernommen. Der Kreis Marburg war für die Verwaltung und das Justizamt Fronhausen war als Gericht in erster Instanz für Fronhausen zuständig. Nach der Annexion Kurhessens durch Preußen 1866 erfolgte am 1. September 1867 die Umbenennung des bisherigen Justizamtes in Amtsgericht Fronhausen. Das Amtsgericht Fronhausen wurde 1943 geschlossen. Es wurde zunächst als Zweigstelle des Amtsgerichts Marburg geführt und 1948 endgültig aufgelöst. Der Gerichtsbezirk wurde dem Amtsgericht Marburg zugeordnet.

## Bevölkerung

### Einwohnerstruktur 2011
Nach den Erhebungen des Zensus 2011 lebten am Stichtag dem 9. Mai 2011 in Fronhausen 2259 Einwohner. Darunter waren 78 (3,5 %) Ausländer.
Nach dem Lebensalter waren 384 Einwohner unter 18 Jahren, 939 zwischen 18 und 49, 480 zwischen 50 und 64 und 456 Einwohner waren älter. Die Einwohner lebten in 939 Haushalten. Davon waren 267 Singlehaushalte, 228 Paare ohne Kinder und 336 Paare mit Kindern, sowie 87 Alleinerziehende und 21 Wohngemeinschaften. In 240 Haushalten lebten ausschließlich Senioren und in 1152 Haushaltungen lebten keine Senioren.

### Einwohnerentwicklung
| • 1467: | 25 landgräfliche hausgesessene Mannschaften                                                                                               |
| • 1577: | 94 hausgesessene Mannschaften |
| • 1630: | 88 hausgesessene (einschließlich 4 Witwen) (1 vierspännige, 6 dreispännige, 15 zweispännige, 11 einspännige Ackerleute, 55 Einläuftige).  |
| • 1681: | 80 hausgesessene Mannschaften |
| • 1748: | 509 Einwohner. |
| • 1838: | Familien: 85 nutzungsberechtigte, 27 nicht nutzungsberechtigte Ortsbürger, 5 Beisassen. Familien: 58 Ackerbau, 24 Gewerbe, 30 Tagelöhner. |

### Historische Religionszugehörigkeit
| Quelle: Historisches Ortslexikon | |
| • 1861:                          | 798 evangelisch-lutherische, 6 evangelisch-reformierte, 37 jüdische Einwohner, 19 Mitglieder abweichender Sekten. |
| • 1961:                          | 1612 evangelische, 332 römisch-katholische Einwohner.                                                             |

### Historische Erwerbstätigkeit
| Quelle: Historisches Ortslexikon | |
| • 1748:                          | Erwerbspersonen: 4 Wagner, 3 Schreiner, 3 Bender, 11 Schneider, 6 Schmiede, 11 Leineweber, ein Schlosser, ein Maurer, ein Weißbinder, ein Braumeister, drei Metzger, ein Spielmann, zwei Schuster, ein Barbier, ein Wirt, 6 Branntweinbrenner und -schenker, 6 Tagelöhner, ein Lohnschäfer, 11 einzelne Weibspersonen, ein Handelsjude. |
| • 1961                           | Erwerbspersonen: 151 Land- und Forstwirtschaft, 358 produzierendes Gewerbe, 185 Handel und Verkehr, 111 Dienstleistungen und Sonstiges. |

## Politik
Für Fronhausen besteht ein Ortsbezirk mit Ortsbeirat und Ortsvorsteher nach der Hessischen Gemeindeordnung. Er umfasst das Gebiet der ehemaligen Gemeinde Fronhausen.
Der Ortsbeirat Fronhausen besteht aus neun Mitgliedern. Bei den Kommunalwahlen in Hessen 2021 betrug die Wahlbeteiligung zum Ortsbeirat 55,94 %. Alle Kandidaten gehörten der Liste „Engagiert für Fronhausen“ an. Der Ortsbeirat wählte Michael Burg zum Ortsvorsteher.

## Wirtschaft und Infrastruktur

### Verkehr
Fronhausen ist über die Bundesstraße 3 direkt zwischen den Universitätsstädten Gießen und Marburg angeschlossen.
Mit dem Bahnhof Fronhausen existiert ein direkter Anschluss an die Main-Weser-Bahn. In der Nähe des Bahnhofes befindet sich eine Bushaltestelle.

### Ansässige Unternehmen
In Fronhausen sind folgende mittelständischen Industrieunternehmen ansässig:
- Finger Baustoffe GmbH, Baustoffhandel[19]
- Schneider GmbH & Co. KG, Maschinenbau[20]
- Seidel GmbH & Co. KG, Metallverarbeitung[21]

## Sehenswürdigkeiten
Sehenswert in Fronhausen sind neben der Ober- und der Unterburg vor allem die historische Wehrkirche, das alte Rathaus, der 1849 erbaute Bahnhof sowie einige alte Fachwerkhäuser.